# Altenstadt an der Waldnaab
Altenstadt an der Waldnaab (také uváděno jako Altenstadt a.d. Waldnaab) je obec ve vládním obvodě Horní Falc v zemském okrese Neustadt an der Waldnaab v Bavorsku. Žije zde přibližně 4 700 obyvatel.

## Geografie

### Místní části
Obec Altenstadt an der Waldnaab má sedm místních částí:
- Altenstadt an der Waldnaab
- Buch
- Haidmühle
- Kotzau
- Meerbodenreuth
- Sauernlohe
- Süßenlohe

### Sousední obce
Altenstadt an der Waldnaab sousedí s následujícími obcemi od západu: Parkstein, Kirchendemenreuth, Neustadt an der Waldnaab a městský okres Weiden in der Oberpfalz. 
| Růžice kompasu |                         | Kirchendemenreuth          |                          | Růžice kompasu |
| Růžice kompasu | Parkstein               | Sever                      | Neustadt an der Waldnaab | Růžice kompasu |
| Růžice kompasu | Parkstein               | Altenstadt an der Waldnaab | Neustadt an der Waldnaab | Růžice kompasu |
| Růžice kompasu | Parkstein               | Jih                        | Neustadt an der Waldnaab | Růžice kompasu |
| Růžice kompasu | Weiden in der Oberpfalz |                            |                          | Růžice kompasu |

## Historie
Přesné datum vzniku města Altenstadt an der Waldnaab je neznámé. První osídlení pravděpodobně proběhlo kolem roku 900 našeho letopočtu. Je pozoruhodné, že prehistorické střepiny (datované do laténského období), jakož i velké množství opracovaných i surových pazourkových kamenů a pazourkových třísek a kamenných nástrojů na Kalvarienbergu má paleolitický a mezolitický původ. Lze předpokládat, že zde v době kamenné existovala obchodní a řemeslnická stanice, ve které se vyráběly nástroje z pazourku. Podle Tabula Peutingeriana byla kolem přelomu letopočtu oblast sídlištěm germánského kmene Naristů.
V roce 1000 již zde stál křesťanský kostel a místo se nazývalo Traindorf. Jméno místa naznačuje, že se zde mohli měnit koně. Traindorf se totiž nacházel na křižovatce tří důležitých obchodních a vojenských cest: tzv. Zlaté cesty z Prahy přes Tachov do Norimberka, Magdeburské cestě z Řezna do Magdeburgu a železné cestě, která přicházela z Auerbachu  a v Traindorfu se napojovala na Zlatou cestu. Současný název Altenstadt byl vytvořen ve 13. století. Až do roku 1261 byl Altenstadt nebo Traindorf ve vlastnictví hrabat z Altendorfu, později hrabata z Ortenburgu. Altenstadt an der Waldnaab se poté stal majetkem bavorského vévody Ludvíka Přísného, jehož syn císař Ludvík Bavor slíbil vládu lankrabatům z Leuchtenbergu. Později zde bylo léno České koruny a bylo přímo spojeno s říší. Leníky během tohoto období byli pánové z Pflugku a z Guttenstein - Vrtba (česká šlechtická rodina) a rytíři Heideck. Následně až do roku 1806 patřil Altenstadt k majetku knížat ze Störnsteinu, za panování rodu Lobkoviců byl Altenstadt v roce 1807 prodán Bavorsku.
Po rýnském konfederačním aktu z roku 1806 byl Altenstadt an der Waldnaab až do roku 1918 součástí Bavorského království pod Wittelsbašskou vládou. Administrativními reformami v Bavorsku vznikla nařízením z roku 1818 obec v současné podobě.

### 19. a 20. století
Stavba vlakového nádraží a napojení na železniční síť v roce 1862 podpořily přísun pracovníků do četných skláren v regionu. Sklo přineslo Altenstadtu významný hospodářský rozmach. Společnosti Beyer & Co. a Hofbauer vyráběly po celém světě oblíbený a žádaný olovnatý křišťál  Změna spotřebitelského vkusu v 80. a 90. letech 20. století vedla ke snížení výroby produktů z olovnatého křišťálu, což vyústilo ve ztrátu stovek pracovních míst.